# Brian Bloom

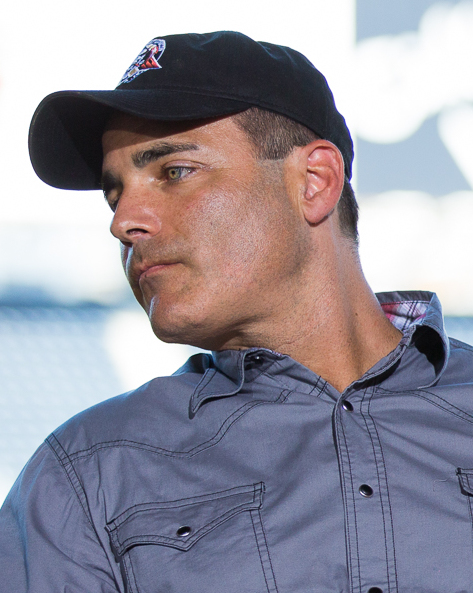
Brian Bloom auf der Comic Con (2016)

Brian Bloom (* 30. Juni 1970 auf Long Island, New York) ist ein US-amerikanischer Schauspieler, Drehbuchautor und Synchronsprecher. Er wurde vor allem durch seine Fernsehrollen bekannt.

## Leben
Brian Bloom ist der Bruder von Schauspieler Scott Bloom und Musiker Mike Bloom. Bereits in jungen Jahren begann er als Schauspieler zu arbeiten. Er drehte einige Werbefilme, bis er mit 14 Jahren seine erste große Rolle in Sergio Leones Es war einmal in Amerika hatte. Danach spielte er sechs Jahre lang in der Seifenoper Jung und Leidenschaftlich – Wie das Leben so spielt. Für seine Rolle als Dusty Donavan wurde er 1985 mit dem Emmy ausgezeichnet. Er wurde damit der jüngste Emmy-Gewinner in der Geschichte des Fernsehpreises. Weitere Nominierungen erhielt er 1986 und 1987. Er spielte anschließend in einer Reihe von Fernsehfilmen und -serien mit. So spielte er die Hauptrolle in mehreren Remakes der Bandit-Filmreihe und in der Fernsehserie 2000 Malibu Road. Wiederkehrende Auftritte hatte er in Melrose Place und Drive. Seit einigen Jahren arbeitet er auch als Synchronsprecher für Videospiele und Zeichentrickfilme. 2010 spielte er bei Das A-Team – Der Film mit, bei dem er sich auch als Drehbuchautor beteiligte. Für das 2016 erschienene Computerspiel Call of Duty: Infinite Warfare schrieb er das Drehbuch der Einzelspieler-Kampagne. Die darin vorkommende Hauptfigur Nick Reyes wurde ihm äußerlich nachempfunden und von ihm vertont.
Bloom ist Narrative Director der Call-of-Duty-Reihe und war in dieser Funktion verantwortlich für die Geschichte von Call of Duty: Modern Warfare II.

## Filmografie (Auswahl)

### Fernsehen
- 1983–1987: Jung und Leidenschaftlich – Wie das Leben so spielt (As the World Turns, Fernsehserie, 10 Folgen)
- 1988: Dance 'til dawn
- 1989: Aus Liebe und Verzweiflung (Desperate for Love)
- 1989: Matlock (Fernsehserie, Folge 4x03)
- 1989: Die Schöne und das Biest (Fernsehserie, Folge 2x19)
- 1990: Die Entführung der Achille Lairo (Voyage of Terror: The Achille Lauro Affair)
- 1991: Hollister (Brotherhood of the Gun)
- 1992: Tod unter Palmen (The Keys)
- 1992: 2000 Malibu Road
- 1994: Bandit: Ein ausgekochtes Schlitzohr startet durch (Bandit: Bandit Goes Country)
- 1994: Bandit: Ein ausgekochtes Schlitzohr kommt selten allein (Bandit: Bandit Bandit)
- 1994: Bandit: Ein ausgekochtes Schlitzohr und eine kühle Blonde (Bandit: Beauty and the Bandit)
- 1994: Bandit: Ein ausgekochtes Schlitzohr gibt Gas (Bandit: Bandit's Silver Angel)
- 1994: Eiskalt und Gefährlich (Confessions of a Sorority Girl)
- 1994: Melrose Place (Fernsehserie, 3 Folgen)
- 2004: CSI: Miami (Fernsehserie, Folge 3x07)
- 2007: Drive (Miniserie, 4 Folgen)
- 2010: Die Avengers – Die mächtigsten Helden der Welt (The Avengers: Earth’s Mightiest Heroes)
- 2011: Blackout – Die totale Finsternis (Blackout, Miniserie in 2 Teilen)

### Spielfilme
- 1984: Es war einmal in Amerika (Once upon a Time in Amerika)
- 1985: Stuff – Ein tödlicher Leckerbissen (The Stuff)
- 1985: Mauern aus Glas (Walls of Glass)
- 1992: PS-Liebe (Deuce Coup)
- 1996: Vampirella
- 2010: Justice League: Crisis on Two Earths (Sprechrolle)
- 2010: Das A-Team – Der Film (The A-Team, auch als Drehbuchautor)

### Videospiele
- 2004: EverQuest II
- 2004: Jak and Daxter
- 2004: Call of Duty: Finest Hour
- 2005: F.E.A.R.
- 2006: Call of Duty 3
- 2006: Driver: Parallel Lines
- 2007: Command & Conquer 3: Tiberium Wars
- 2007: Tom Clancy’s Splinter Cell: Double Agent
- 2007: Medal of Honor: Airborne
- 2007: F.E.A.R.: Projekt Perseus
- 2007: Mass Effect
- 2007: Kane & Lynch: Dead Men
- 2008: Dead Space
- 2008: Call of Duty: World at War
- 2011: Dragon Age 2
- seit 2011: Star Wars: The Old Republic (Männlicher Soldat)
- 2011: Call of Duty: Modern Warfare 3
- 2013: Call of Duty: Ghosts
- 2014: Wolfenstein: The New Order
- 2014: Dragon Age: Inquisition
- 2015: Wolfenstein: The Old Blood
- 2016: Call of Duty: Infinite Warfare
- 2017: Wolfenstein II: The New Colossus